# 사우드 카리리
사우드 알리 카리리(아랍어: سعود علي كريري, Saud Ali Kariri, 1980년 6월 8일, 사우디아라비아 지잔 ~ )는 사우디아라비아의 축구 선수이다.

## 축구인 생활

### 선수 생활
알카디시야를 거쳐 사우디아라비아의 명문 클럽 알이티하드에서 2004년부터 2013년까지 활약하였다. 2014년에는 사우디아라비아의 알힐랄로 팀을 옮겼다.

## 같이 보기
- A매치 100경기 이상 출전한 축구 선수 명단